# Bernd Storck
Bernd Storck, född den 25 januari 1963 i Herne, är en tysk före detta professionell fotbollsspelare och sedermera tränare. Han är numera huvudtränare för DAC Dunajská Streda.